# 鲍勃·瓦特
鲍勃·瓦特（英語：Bob Watt，1927年6月24日—2010年5月11日），加拿大男子冰球运动员，场上位置是前锋。他曾代表加拿大参加1952年冬季奥林匹克运动会冰球比赛，获得一枚金牌。